# آش أف غادز: ريدمبشن
آش أف غادز: ريدمبشن (بالإنجليزية: Ash of Gods: Redemption)‏، هي لعبة فيديو من نوع تكتيكي تقمص أدوار وفانتازيا الظلام، صدرت اللعبة في متجر ستيم يوم 23 مارس 2018، وتعمل على منصة مايكروسوفت ويندوز، وهي من إصدار دار نشر روسية ون سي كامبوني.

## المواقع الخارجية
- الموقع الرسمي بالانكليزية